# Pied de monnaie
Le pied de monnaie, en numismatique, est le rapport entre le nombre de pièces taillées dans un marc et le titre, ou aloi. C'est un moyen permettant de connaître et de comparer la valeur réelle d'une émission monétaire d'argent par rapport à d'autres émissions, à partir d'un calcul combinant les conditions d'émission (poids, cours, titre).
Le pied de monnaie a été  en fonction dès l'émission des premières monnaies connues.
En effet à toute époque l'autorité émettrice décidait du poids et du titre de chaque espèce en affectant à chaque pièce un cours en monnaie de compte exprimé selon la période et le lieu de l'émission.
Les monnaies anciennes et médiévales, n'étant pas fiduciaires, étaient fonctions de leur composition en métaux précieux ou jugés comme tels au moment de leur émission (or, cuivre, argent...).